# Rhodacanthis
Rhodacanthis é um género de aves da família Fringillidae.

## Espécies
- Rhodacanthis flaviceps
- Rhodacanthis forfex
- Rhodacanthis litotes
- Rhodacanthis palmeri